# 혜근
혜근(한국 한자: 惠勤, 본명: 아원혜, 본명 한자: 牙元慧, 1320년 2월 24일~1376년 6월 2일)은 고려의 불교 승려이며, 속명(俗名)은 아원혜(牙元惠 → 牙元慧)이고, 호(號)는 나옹(한국 한자: 懶翁)이다.
법호(法號)는 보제 존자(한국 한자: 普濟 尊者)이며, 시호(諡號)는 선각 국사(한국 한자: 禪覺 國師)이기도 하고, 경상도 영해부(한국 한자: 寧海府, 지금의 대한민국 경상북도 영덕군 영해면) 출신이다.

## 생애
원(元)의 한(漢)족계 이주민 출신 아들이며, 그가 출생한 지역은 고려의 경상도(慶尙道) 영해(寧海)인데, 1320년(충숙왕 7년) 2월 24일(음력 1월 15일) 경상도(慶尙道) 영해(寧海)에서 태어났으며, 원나라 셴양(咸陽)에서 출생한 고려 이민자 출신 아버지 아서구(牙瑞具)와 경상도 영산군(靈山郡) 출신 어머니 연일 정씨(延日 鄭氏) 사이 외동아들(무녀독남)로 태어났다.
혜근(惠勤) 선사는, 일단 1339년(충숙왕 후7년) 춘삼월(春三月)에 병으로 말미암아 23세 남짓으로 일찍 죽은 고향 친구의 장례 등을 보고 나서, 20세에 출가했으며, 속세를 털어버린 이듬해 1340년(충혜왕 후1년) 정월(正月)에 묘적암(妙寂庵)의 요연(한국 한자: 了然)이라는 선사한테 득도했다.
1344년(충목왕 즉위년) 양광도 양주 소재 회암사에서 4년 동안 밤낮으로 홀로 앉아 정진하던 중 갑자기 깨달음을 얻었다.
1347년(충목왕 3년)에 원나라 말기 옌징(燕京(연경): 현재의 중공 베이징)으로 건너가 이름 난 승려들을 직접 찾아 가서 가르침을 받았고, 특히 이듬해 1348년(충목왕 4년)에는 원나라의 서역 둔황(敦煌)에 잠시 머물던 옛 천축국(현재의 인디아) 승려 지공선사(地空禪師)의 설법(법도)을 이어받았다.
그 후 1351년(충정왕 3년)부터 1354년(공민왕 3년)까지 중국 원나라 여러 지역을 돌아다녔다.
1354년(공민왕 3년)부터 이듬해 1355년(공민왕 4년)까지 원(元)나라 랴오닝(遼寧) 진저우(錦州)의 광제선사(廣濟禪寺) 주지승(住持僧)으로 잠시 있었다.
1358년(공민왕 7년)에 고려로 귀국했으며, 1360년(공민왕 9년)에 오대산에 머물렀다.
1361년(공민왕 10년)에 왕(공민왕)과 태후(공원왕후), 궁주(덕녕공주)의 청으로 인하여 전라도 장수 소재 신광사(新光寺)에 잠시 머물렀으며, 같은 해 11월에는 3년째 홍건적의 난이 일어났을 때, 오해가 섞인 홍건도(紅巾徒)들의 원래 원나라 토벌 평정을 취지로써, 본의 아닌 고려 국경 침공의 여파가 도를 넘어서자 사찰(장수 신광사)을 지켰다.
1363년(공민왕 12년)에 구월산에 들어갔고, 1365년(공민왕 14년)에 물러나는 것을 허락받았으며, 그 후 여러 산사(山寺)를 돌아다녔다. 1366년(공민왕 15)에 금강산에 있었고, 1369년(공민왕 18년)에 오대산으로 다시 들어갔다.
1370년(공민왕 19년) 회암사(檜巖寺)에 자신의 스승인 요연(了然, 1299년 출생~1370년 입적)이라는 선사(禪師)의 유골을 안치했고, 같은 해 음력 9월 10일에는 공부선(功夫選)을 거행했다.
1371년(공민왕 20년) 법복(法服)과 발우(鉢盂)를 하사받았으며, 그와 동시에 왕사(王師)이자, 대조계종사(大曹溪宗師)이고, 선교도총섭(禪敎都摠攝)이며, 근수본지중흥조풍복국우세보제존자(勤修本智重興祖風福國祐世普濟尊者)로 봉해졌다. 그 후 송광사에 있다가 회암사 주지가 되었으며, 또한 각 지역 사찰(절)을 중수 및 중축했다.
1376년(우왕 2년)에 낙성(落城)을 축하하는 법회를 크게 열었는데 대간(臺諫)의 탄핵으로 인하여, 혜근은 밀양의 영원사(靈源寺)로 옮기게 되었다. 결국 이 때 병이 도졌다. 한강에 이르렀을 때 호송 관원이었던 탁첨(卓詹)에게 자신의 병세가 위중해 뱃길로 갔으면 좋겠다고 말했고, 결국 강물을 거슬러 올라가 7일 만에 여흥(驪興: 현재의 대한민국 경기도 여주시)에 도착해 신륵사에 머물렀다. 탁첨(卓詹)이 재촉해 다시 떠나자고 말했지만, 결국 차라리 떠나지 않고, 음력 5월 15일, 진시(辰時: 오전 7시부터 9시 사이)에 조용히 입적(入寂)했다.

## 저서
- 《몽산법어》
- 《나옹화상행장(懶翁和尙行狀)》 - 종로도서관 소장 고려 후기의 선사 나옹화상 혜근(惠勤, 1320-1376)의 행장(行狀), 어록(語錄), 가송(歌頌)을 각련(覺璉)이 집록(輯錄)하고, 혼수(混修)가 교정하여 간행한 선가(禪家) 법어집(法語集)이자 유고 문집.

## 관련 문화재
- 나옹화상어록 및 나옹화상가송 - 보물 제697호
- 이천 영월암 마애여래입상 - 보물 제822호로 나옹선사가 부모님을 천도하기 위해 조성한 것이라는 유래가 전해오고 있다.
- 나옹님 - 중요민속문화재 제17-12호
- 나옹선사부도및석등 - 경기도 시도유형문화재 제50호
- 여주 신륵사 삼층석탑 - 경기도 문화재자료 제133호
- 문경 대승사 묘적암 나옹화상 영정 - 경상북도 시도유형문화재 제408호

## 전기 자료
- 이색, 『목은문고』 권14, 보제존자 시 선각탑명